# 克拉格 (加利福尼亞州)
克拉格（英語：Krug）是位於美國加利福尼亞州納帕縣的一個非建制地區。該地的面積和人口皆未知。

## 地理
克拉格的座標為38°31′05″N 122°28′54″W / 38.51806°N 122.48167°W，而該地的平均海拔高度為72米（即236英尺）。

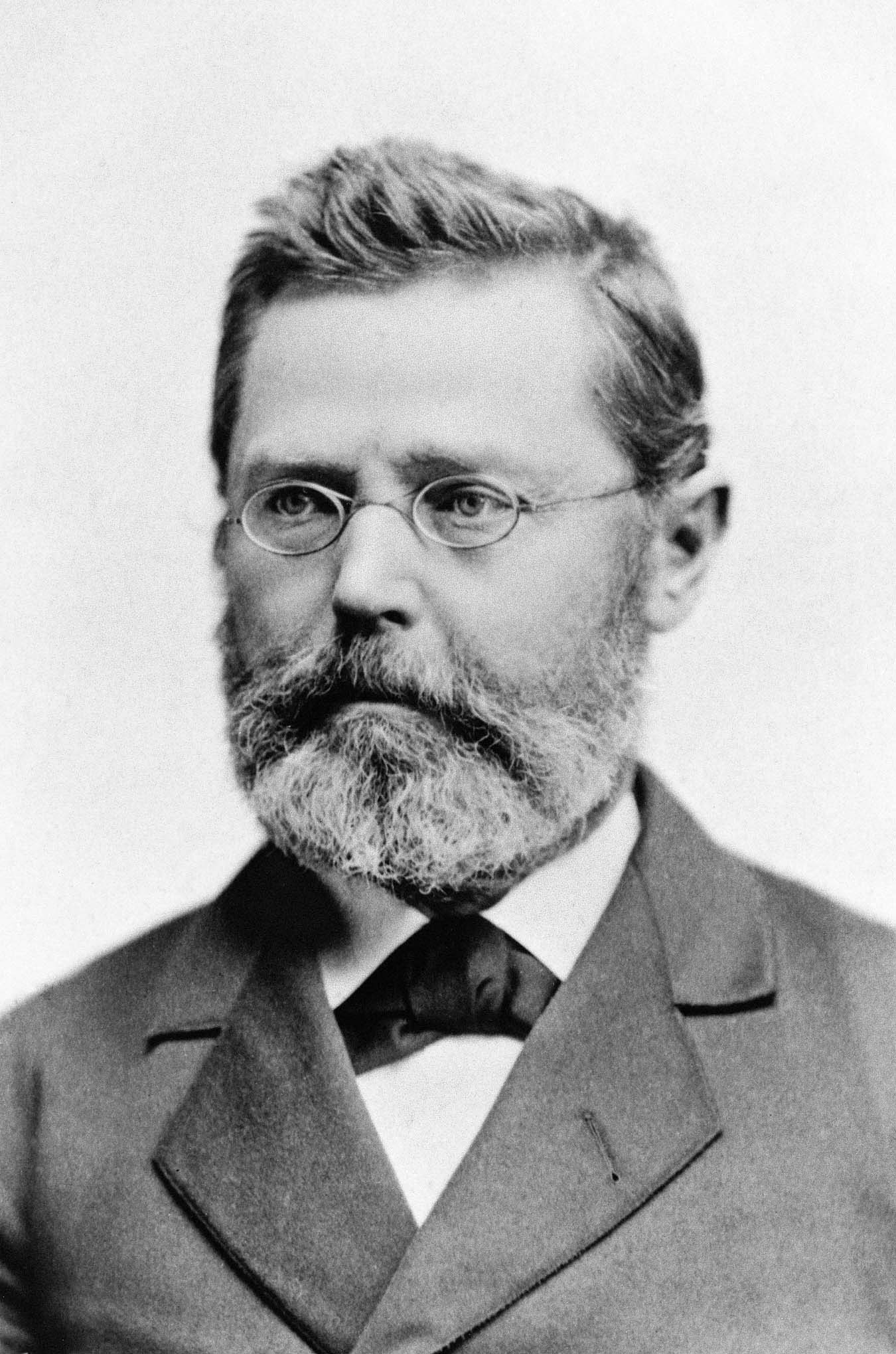
Charles Krug
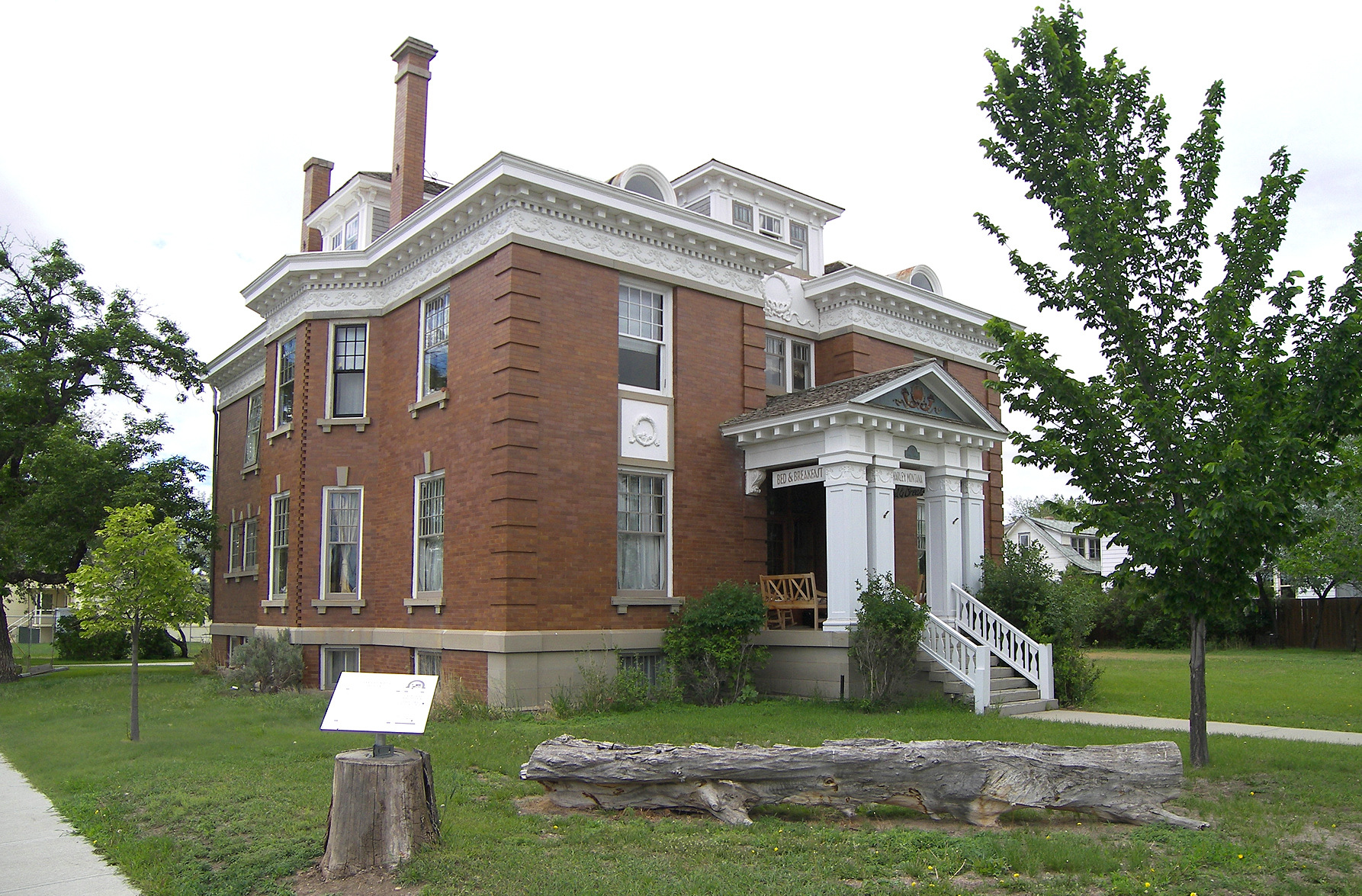
Charles Krug House
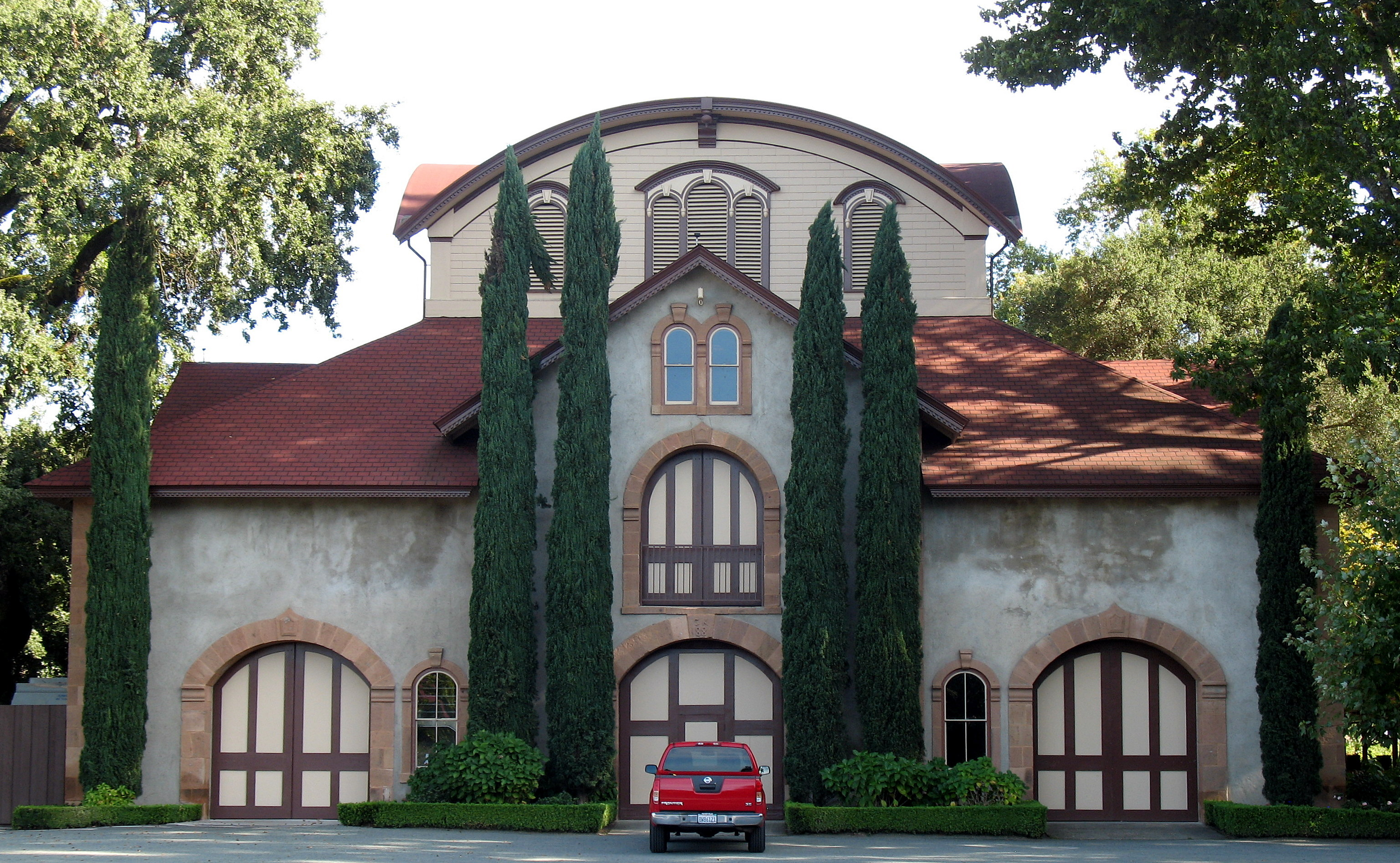
Charles Krug Winery